# Romain Jacuzzi
Romain Jacuzzi est un footballeur français né le 16 décembre 1984 à Mont-de-Marsan (Landes).

## Biographie
Formé à Niort, il joue par la suite au Stade lavallois, où il retrouve Philippe Hinschberger qui l'a lancé au haut niveau. 
Il évolue pour la saison 2011-2012 en National au Poiré-sur-Vie.

## Carrière de joueur
- 2002-2006 : Chamois niortais FC
- 2006-2007 : Vannes OC (prêt)
- 2007-2009 : Chamois niortais FC
- 2009-2011 : Stade lavallois MFC
- 2011-2013 : Le Poiré-sur-Vie VF
- 2013-2014 : Les Herbiers VF
- 2014-2015 : FC Challans

## Palmarès
- Champion de France de National en 2006 avec le Chamois niortais Football Club